# Xavier Malisse
Xavier Malisse (Kortrijk, 19 luglio 1980) è un allenatore di tennis ed ex tennista belga, professionista dal 1998 al 2013, che ha avuto come miglior ranking in singolare la 19ª posizione raggiunta nel 2002.
Quell'anno si spinse fino alla semifinale di Wimbledon, portando l'argentino David Nalbandian al quinto set, in una partita che lo vide soffrire di tachicardia.
In doppio ha vinto 9 titoli ATP tra cui il Roland Garros 2004 con Olivier Rochus ed è stato numero 25 del ranking nel 2011.

## Biografia
Tennista completo, è alto 185 cm e pesa 77 kg. Risiede a Sarasota, Florida.
In totale Xavier ha vinto tre titoli in singolare.
Nel 2004, in coppia con il connazionale Olivier Rochus, ha conquistato il Roland Garros in doppio.
Si è ritirato dall'attività agonistica il 2 ottobre 2013 dopo la sconfitta al primo turno del Mons Challenger.
Due mesi dopo il ritiro è diventato allenatore del connazionale Ruben Bemelmans.
In seguito è diventato il coach di Lloyd Harris, con il quale ha fatto rientro nel tour per disputare il torneo di doppio all'European Open di Anversa nel 2021, perdendo in semifinale. Partecipa al torneo anche nel 2022 insieme a Diego Schwartzman fermandosi ai quarti di finale.

## Statistiche

### Singolare

#### Vittorie (3)
| Legenda                                                |
| Grande Slam (0)                                        |
| ATP World Tour Finals (0)                              |
| ATP Masters Series / ATP Masters 1000 (0)              |
| ATP International Series Gold / ATP World Tour 500 (0) |
| ATP International Series / ATP World Tour 250 (3)      |

| Numero | Data            | Torneo                                               | Superficie | Avversario in finale | Punteggio   |
| 1.     | 31 gennaio 2005 | International Tennis Championships, Delray Beach (1) | Cemento    | Jiří Novák           | 7-6 6-2     |
| 2.     | 1º gennaio 2007 | Chennai Open, Chennai                                | Cemento    | Stefan Koubek        | 6-1 6-3     |
| 3.     | 28 gennaio 2007 | International Tennis Championships, Delray Beach (2) | Cemento    | James Blake          | 5-7 6-4 6-4 |

#### Finali perse (8)
| Numero | Data            | Torneo                                               | Superficie  | Avversario in finale | Punteggio   |
| 1.     | 2 novembre 1998 | Abierto Mexicano TELCEL, Città del Messico           | Terra rossa | Jiří Novák           | 3-6 3-6     |
| 2.     | 10 maggio 1999  | International Tennis Championships, Delray Beach (1) | Terra rossa | Lleyton Hewitt       | 4-6 7-6 1-6 |
| 3.     | 12 marzo 2001   | International Tennis Championships, Delray Beach (2) | Cemento     | Jan-Michael Gambill  | 5-7 4-6     |
| 4.     | 30 aprile 2001  | Verizon Tennis Challenge, Atlanta                    | Terra verde | Andy Roddick         | 2-6 4-6     |
| 5.     | 24 maggio 2004  | Hypo Group Tennis International, St. Pölten          | Terra rossa | Filippo Volandri     | 1-6 4-6     |
| 6.     | 11 ottobre 2004 | Grand Prix de Tennis de Lyon, Lione                  | Sintetico   | Robin Söderling      | 2-6 6-3 4-6 |
| 7.     | 9 gennaio 2006  | Brisbane International, Adelaide                     | Cemento     | Florent Serra        | 3-6 4-6     |
| 8.     | 6 febbraio 2006 | International Tennis Championships, Delray Beach (3) | Cemento     | Tommy Haas           | 3-6 6-3 6-7 |
| 9.     | 9 gennaio 2011  | Aircel Chennai Open, Chennai                         | Cemento     | Stan Wawrinka        | 5-7 6-4 1-6 |

### Doppio

#### Vittorie (9)
| Numero | Data             | Torneo                                           | Superficie     | Compagno             | Avversari in finale                | Punteggio           |
| 1.     | 24 maggio 2004   | Open di Francia, Parigi                          | Terra rossa    | Olivier Rochus       | Michaël Llodra Fabrice Santoro     | 7-5 7-5             |
| 2.     | 3 gennaio 2005   | Brisbane International, Adelaide                 | Cemento        | Olivier Rochus       | Simon Aspelin Todd Perry           | 7-6 6-4             |
| 3.     | 1º gennaio 2007  | Chennai Open, Chennai                            | Cemento        | Dick Norman          | Rafael Nadal Bartolomé Salvá       | 7-6 7-6             |
| 4.     | 28 gennaio 2007  | International Tennis Championships, Delray Beach | Cemento        | Hugo Armando         | James Auckland Stephen Huss        | 6-3 6-7 [10-5]      |
| 5.     | 19 marzo 2011    | BNP Paribas Open, Indian Wells                   | Cemento        | Aleksandr Dolhopolov | Roger Federer Stan Wawrinka        | 6-4, 6(5)–7, [10-7] |
| 6.     | 31 luglio 2011   | Farmers Classic, Los Angeles                     | Cemento        | Mark Knowles         | Somdev Devvarman Treat Conrad Huey | 7–6(3), 7–6(10)     |
| 7.     | 19 febbraio 2012 | SAP Open, San Jose                               | Cemento indoor | Mark Knowles         | Kevin Anderson Frank Moser         | 6-4, 1-6, [10-5]    |
| 8.     | 29 luglio 2012   | Farmers Classic, Los Angeles                     | Cemento        | Ruben Bemelmans      | Jamie Delgado Ken Skupski          | 7–6(5), 4-6, [10-7] |
| 9.     | 17 febbraio 2013 | SAP Open, San Jose                               | Cemento        | Frank Moser          | Lleyton Hewitt Marinko Matosevic   | 6-0, 6(5)–7, [10-4] |

#### Finali perse (3)
| Numero | Data            | Torneo                      | Superficie  | Compagno        | Avversari in finale            | Punteggio        |
| 1.     | 14 gennaio 2008 | Heineken Open, Auckland     | Cemento     | Jürgen Melzer   | Luis Horna Juan Mónaco         | 4-6 6-3 [7-10]   |
| 2.     | 6 maggio 2012   | BMW Open, Monaco di Baviera | Terra rossa | Dick Norman     | František Čermák Filip Polášek | 6-4, 7-5         |
| 3.     | 22 luglio 2012  | Atlanta Open, Atlanta       | Cemento     | Michael Russell | Matthew Ebden Ryan Harrison    | 6-3, 3-6, [10-6] |